# Bitka pri Barren Hill
Bitka pri Barren Hillu je bila manjša bitka med ameriško revolucijo. 20. maja 1778 je britanska vojska poskušala obkoliti manjšo kontinentalno vojsko, ki je bila takrat pod poveljstvom markiza de Lafayetta. Manever ni uspel in kontinentalna vojska se je izognila pasti, Britanci pa so zavzeli bojišče.

## Začetek
George Washington je ob upoštevanju možnosti zgodnjega umika britanske vojske iz okupirane ameriške revolucionarne prestolnice Filadelfije poslal Lafayetta v Barren Hill, ki se nahaja približno na pol poti med Valley Forge in Filadelfijo v Pensilvaniji, da bi izvidoval britanske namere in prestregel britanske odrede, ki so iskali hrano na okoliškem podeželju.
18. maja je Lafayette zapustil tabor Valley Forge z 2.400 vojaki vojakov in pet topovi. Potem, ko je prečkal reko Schuylkill in se obrnil proti jugu, je zavzel položaj na Barren Hillu, ki je bil blizu Matson's Forda. Brigada in topovi so bili postavljeni na vzpetini, blizu cerkve, obrnjeni proti jugu. Druga postojanka je bila na Ridge Road na jugu, pensilvanijska milica pa je bila poslana varovat cesto, ki je vodila proti zahodu iz White Marsha. Britanci so hitro odkrili, da so ameriške sile v bližini in se odločili za napad.
19. maja 1778, okoli 22.30, je bil proti Barren Hillu poslan generalmajor James Grant in 5.000 britanskih vojakov, vključno s 15 topovi. Načrt je bil, da se ubere ovinkasta pot, ki vodi do križišča cest White Marsh Road in Ridge Road. To bi Američanom odrezalo vsako pot za umik. Skupina 2.000 grenadirjev in dragoncev bi se nato premaknila vzdolž Lafayetteovega levega boka, druga skupina pa bi se premaknila na ameriški desni. Načrt bi pomenil, da bi ameriški položaj obkolili s treh položajev in ga ujeli ob reki. Britanske sile naj bi počakale do jutra, da bi napadle in uničile ali zajele celotno ameriško silo.

## Bitka
20. maja 1778 so Britanci začeli napad. Milica se je razkropila ob pogledu na britanske čete, ni nudila nobenega odpora in ni obvestila Lafayetta o napadu. Na Ridge Road je ameriška skupina izvedela za britanski napad. Majhna skupina je bila poslana, da bi se borila proti Britancem, medtem ko je njihov poveljnik Lafayettu sporočil o razvoju dogodkov. Ko je Lafayette izvedel za napad, je prišel drug patriot in mu povedal, da so Britanci napredovali po White Marsh Road.
Lafayette je vedel za še eno majhno cesto, ki je vodila nazaj do Matson Forda in bi obšla britanske sile. Potekala je po nižini, ki bi Američane skrila pred Britanci. Britanci za to cesto niso vedeli. Lafayette je svojim možem ukazal, naj se umaknejo po tej cesti, hkrati pa je ukazal zadnji straži, naj zadrži Britance pri cerkvi. Nekaj manjših patrulj je bilo poslanih, da bi se spopadle z Britanci, vključno z Oneida indijanci, zaradi česar so mislili, da nameravajo ameriške sile ostati in se boriti. Lafayette je pomiril svoje umikajoče se sile in se izmuznil z relativno malo žrtvami.

## Posledice
18. junija 1778 je britanska vojska evakuirala Filadelfijo in se odpravila proti obali Jerseyja, od koder naj bi jih pomorski transportni prevozi prepeljali v New York City. Washingtonova vojska je spremljala Clintona pri njegovem umiku in se nato 28. junija 1778 spopadla z Britanci v bitki pri Monmouthu, zadnji večji bitki vojne za neodvisnost na severu.
Medtem, ko ni uradnih zapisov o žrtvah Oneidov, cerkveni zapisi iz cerkve svetega Petra v Barren Hillu kažejo, da je bilo pokopanih šest mož Američanov. Ena od teh žrtev je bil Thomas Sinavis, sahem Oneidov.